# مالام باكاي سانها
مالام باكاي سانها (بالبرتغالية: Malam Bacai Sanhá‏) (و. 1947 – 2012 م) هو سياسي من غينيا بيساو .
تولى منصب رئيس غينيا بيساو (1999-05-14–2000-02-17) .
| المناصب السياسية | المناصب السياسية             | المناصب السياسية |
| ---------------- | ---------------------------- | ---------------- |
| سبقه             | رئيس غينيا بيساو 1999 - 2000 | تبعه كومبا يالا  |

## روابط خارجية
- مالام باكاي سانها على موقع مونزينجر (الألمانية)